# Ned Lamont
Edward Miner (Ned) Lamont (Washington D.C., 3 januari 1954) is een Amerikaanse politicus van de Democratische Partij. Sinds januari 2019 is hij de gouverneur van de Amerikaanse staat Connecticut.

## Biografie
Lamont werd geboren in de Amerikaanse hoofdstad Washington D.C. en verhuisde op zevenjarige leeftijd met zijn ouders mee naar Long Island (New York). Later ging hij naar school in Exeter (New Hampshire). Na de middelbare school ging Lamont sociologie studeren aan Harvard College, waar hij in 1976 een Bachelor of Arts behaalde. Aansluitend volgde hij een studie bedrijfskunde aan de Yale-universiteit, die hij in 1980 afsloot met een MBA. Ondertussen was hij werkzaam als redacteur voor een lokale krant in Vermont.
Na zijn studies vestigde Lamont zich in Fairfield County (Connecticut), waar hij de lancering leidde van Cablevision, een provider van kabeltelevisie. In 1984 richtte hij Campus Televideo op, een bedrijf dat kabel- en satellietdiensten leverde aan universiteitscampussen in de Verenigde Staten. Later werd hij voorzitter van Lamont Digital Systems, een telecommunicatiebedrijf dat investeert in nieuwe media-startups. Lamont was daarnaast bij verschillende organisaties actief als bestuurslid, waaronder bij het Mercy Corps, het Norman Rockwell Museum en de YMCA. Hij had ook zitting in de adviesraden van Brookings Institution en de Yale School of Management.
Lamont is sinds 1983 getrouwd met zijn vrouw Ann, met wie hij drie kinderen heeft.

### Politiek
In 1987 zette Lamont zijn eerste stappen in de lokale politiek toen hij verkozen werd in het bestuur van zijn woonplaats Greenwich. Drie jaar later streed hij namens de Democratische Partij mee voor een zetel in de Senaat van Connecticut, maar slaagde er niet in deze te veroveren.
Bij de Amerikaanse congresverkiezingen van 2006 stelde Lamont zich verkiesbaar voor de federale senaat. Hij daagde hiermee zijn partijgenoot en zittend senator Joe Lieberman uit, die volgens hem te nonchalant omging met het rechtse beleid van toenmalig president George W. Bush, onder meer met betrekking tot de Irakoorlog. Lamont trok de voorverkiezing van de Democratische Partij naar zich toe, waarop Lieberman besloot als onafhankelijke kandidaat verder te strijden. In de algemene verkiezing nam Lieberman revanche en wist hij zijn senaatszetel, ten koste van Lamont, alsnog te behouden.
Lamont sprak bij de presidentsverkiezingen van 2008 aanvankelijk zijn steun uit voor Chris Dodd. Na diens terugtrekking zette hij zich in voor de campagne van Barack Obama. In 2010 stelde Lamont zich kandidaat om gouverneur van Connecticut te worden, maar werd in de Democratische voorverkiezing uitgeschakeld door Dan Malloy.

### Gouverneur
Acht jaar na zijn eerste poging stelde Lamont zich in 2018 opnieuw verkiesbaar voor het gouverneurschap van Connecticut. Hiermee werd hij een van de kandidaten om zijn partijgenoot Dan Malloy op te volgen, die na twee termijnen als gouverneur geen derde termijn ambieerde. Lamont wist de voorverkiezing van de Democratische Partij met overmacht te winnen van Joe Ganim, de burgemeester van Bridgeport. Daarna moest hij het bij de algemene verkiezingen opnemen tegen de Republikein Bob Stefanowski. Met 49% van de stemmen werd Lamont uiteindelijk verkozen tot gouverneur van Connecticut. Hij werd op 9 januari 2019 beëdigd in de hoofdstad Hartford. Zijn ambtstermijn loopt tot 2023.
Tot zijn prioriteiten rekent Lamont onder meer het invoeren van tol op snelwegen, het investeren in de spoorweginfrastructuur, het invoeren van betaald ouderschaps- en ziekteverlof en het legaliseren van marihuana. Enkele maanden na zijn aantreden als gouverneur tekende hij een decreet waardoor de overheid haar uitstoot van koolstofdioxide moet beperken. Ook tekende hij een wetsvoorstel om het minimumloon in Connecticut te verhogen naar 11 dollar per uur. Verder werd de wapenwet aangescherpt.